# Colectividad territorial
Una colectividad territorial (en francés: collectivité territoriale) es una administración y un sujeto público, distinto del Estado francés, que ejerce ciertas competencias que le son atribuidas sobre un territorio determinado. Las colectividades territoriales de la República Francesa están definidas en el artículo 72 de la Constitución: estas son las comunas (fr. communes), los departamentos (fr. départements), las regiones (fr. régions), las colectividades de estatus particular y algunas colectividades de ultramar.
Este término sustituye al de colectividad local (fr. collectivité locale) desde la revisión constitucional del 28 de marzo de 2003. Sin embargo, aún es usado, como por ejemplo en la Dirección General de colectividades locales (fr. Direction générale des collectivités locales) del Ministerio del Interior de Francia.

## Características
Una colectividad territorial presenta tres características:
- personalidad jurídica;
- competencias;
- libertad de administración

## Reforma de las colectividades territoriales
El Presidente Nicolas Sarkozy y el segundo gobierno de François Fillon pusieron en marcha a partir de enero de 2008 una reforma de las colectividades territoriales. Esta fue finalmente adoptada por el Parlamento el 17 de noviembre de 2010.
Los 3485 consejeros territoriales habrán debido ser elegidos en 2014 en escrutinio uninominal mayoritario a dos vueltas con un umbral de cualificación fijado en el 12,5% de los inscritos y una estricta paridad de género. Sin embargo es probable que este nuevo cargo electo no vea la luz debido al proyecto de ley que conduce al abandono de esta reforma presentado en noviembre de 2012 por el gobierno de Jean-Marc Ayrault.